# Фарунцев, Борис Николаевич
Борис Николаевич Фарунцев (22 сентября 1915, Вахрушево, Вологодская губерния — 3 октября 1990, Вологда) — автоматчик взвода разведки 109-го стрелкового полка, красноармеец. Герой Советского Союза (1943).

## Биография
Родился 22 сентября 1915 года в деревне Вахрушево (ныне — Междуреченского района Вологодской области). В 1927 году с родителями переехал в город Вологда. Здесь окончил 7 классов, школу фабрично-заводского ученичества при заводе «Северный коммунар». Стал работать кузнецом на заводе.
В 1937 году был призван в Красную Армию. Участвовал в войне с Финляндией 1939—1940 годов, воевал на Выборгском направлении. После демобилизации вернулся на завод слесарем-сборщиком. Вскоре вырос до мастера сборочного цеха, затем стал заместителем начальника цеха.
В 1942 году был вновь призван в армию. Прошел двухмесячную подготовку в воздушно-десантной школе. В январе 1943 года в составе диверсионного отряда был выброшен в тыл противника. Десантники разгромили несколько штабов вражеских частей, взяли ценные документы. В одной из схваток был ранен в руку и после возвращения был направлен в госпиталь. Лечился в Вологде.
Вернувшись на фронт, воевал в составе 109-го стрелкового полка на Центральном фронте. В сентябре 1943 года за форсирование реки Десны, за участие в прорыве обороны противников и штурме Чернигова был награждён медалью «За отвагу». Особо отличился при форсировании рек Днепр и Припять.
26 сентября 1943 года в составе разведгруппы в числе первых переправился на правый берег Днепра в районе деревни Колыбань. Огнём из пулемёта прикрывал форсирование реки другими штурмовыми группами. Оставшись один, вёл огонь из 2-х «максимов», отбил две атаки, уничтожив более 180 противников. 27 сентября с тремя бойцами уничтожил засаду противника. Смело действовал при форсировании реки Припять.
Указом Президиума Верховного Совета СССР от 16 октября 1943 года за отвагу и мужество, проявленные в боях за удержание плацдарма на правом берегу Днепра, красноармейцу Фарунцеву Борису Николаевичу присвоено звание Героя Советского Союза с вручением ордена Ленина и медали «Золотая Звезда».
Дальше были бои на Правобережной Украине, в Болгарии, Румынии, Югославии. В январе 1944 года вступил в ВКП(б). В бою на территории Венгрии старшина Б. Фарунцев был тяжело ранен в грудь. Осколок застрял в нескольких сантиметрах от сердца. День Победы боец встретил в госпитале в Вологде.
После войны демобилизован. В 1947 году окончил областную партшколу в Вологде. Работал инструктором горкома партии, затем на заводе «Северный коммунар».
Скончался 3 октября 1990 года. Похоронен на Пошехонском кладбище Вологды, в ряду почётных захоронений.
Награждён орденами Ленина, Отечественной войны 1-й степени, медалями.
Имя Героя увековечено на обелиске в Вологде.